# Peter Heine Nielsen
Peter Heine Nielsen (* 24. Mai 1973 in Holstebro) ist ein dänischer Schachmeister der erweiterten Weltspitze.

## Leben
Nielsen machte Anfang der 1990er-Jahre, noch als Jugendlicher, auf sein enormes Können aufmerksam: 1991 gewann er gemeinsam mit Erling Mortensen das Turnier um die Landesmeisterschaft von Dänemark, erst im Stichkampf unterlag er dem erfahrenen Internationalen Meister mit 2,5-3,5. Nielsen machte bald darauf rasche Fortschritte, 1993 siegte er in Pinsk, 1994 verlieh ihm die FIDE den Großmeistertitel. 1997 gewann er in Asker, 1999 in Gausdal (Nordische Meisterschaft), 2000 das New York Open, 2001 Esbjerg, 2002/03 Hastings, 2003 Skanderborg, 2004 in Malmö/Kopenhagen, 2004 gewann er gemeinsam mit Alexei Schirow in Drammen. 2006 gewann Nielsen ein Blindschach-Turnier in Aalborg vor dem norwegischen Schachstar Magnus Carlsen.

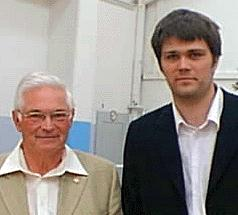
Reinhold Kasper und Nielsen (2002)

Nielsen gewann die Meisterschaft Dänemarks 1996, 1999, 2001, 2003 und 2008. 2004 wurde er Europameister im Internet-Blitzschach durch einen 2,5:0,5-Sieg im Finale gegen Michael Adams. Nielsen ist ein wegen seiner menschlichen und schachlichen Qualitäten sehr geschätzter Analysepartner verschiedener Weltklasseschachspieler, unter anderem war er bislang Sekundant von Viswanathan Anand und von Magnus Carlsen.
Seine höchste Platzierung in der Weltrangliste erreichte Nielsen im Juli 2010, als er einmalig für wenige Wochen eine Elo-Zahl von 2700 erreichte. Er fand damit Aufnahme in den äußerst exklusiven Kreis der Spieler mit einer Elo-Zahl von 2700+; dies ist bisher (Februar 2022) weltweit weniger als 125 Spielern gelungen. In der dänischen Rangliste liegt er, obwohl seine Elo-Zahl auf fast 2600 abgesunken ist, immer noch auf Platz 1 (Stand: Februar 2022).
Nielsen hat in Aarhus Geschichte studiert. Er ist seit 2013 mit der ehemaligen litauischen Schachspielerin und jetzigen Politikerin Viktorija Čmilytė-Nielsen verheiratet, die als erste und bisher einzige Politikerin seit November 2020 Vorsitzende des Seimas der Republik Litauen ist. Er lebt mit seiner Frau und seinem Sohn im litauischen Šiauliai.

## Nationalmannschaft
Nielsen nahm mit der dänischen Nationalmannschaft an der Schacholympiaden 1994, 1996, 2000, 2002, 2004, 2006 und 2008 teil, er erreichte 1994 in Moskau am dritten Brett das drittbeste Einzelergebnis. 2005 und 2007 nahm er an der Mannschaftseuropameisterschaft teil, er erreichte 2005 in Göteborg das beste Einzelergebnis am Spitzenbrett.

## Vereine
In Dänemark spielte Peter Heine Nielsen in den 1990er Jahren für die Gistrup Skakforening, mit der er 1998 dänischer Mannschaftsmeister wurde, von 1999 bis 2009 für den Helsinge Skakklub, mit dem er 2001, 2002, 2003, 2004, 2005, 2006, 2007, 2008 und 2009 dänischer Mannschaftsmeister wurde, und in der Saison 2011/12 für den Meister Jetsmark Skakklub. Beim European Club Cup 2001 trat er für den Helsingør SK an.
Peter Heine Nielsen spielte in der deutschen Schachbundesliga von 1998 bis 2002 und von 2003 bis 2005 für den SV Wattenscheid, in der Saison 2002/03 für den SK Turm Emsdetten und 2005 bis 2018 für die OSG Baden-Baden, mit der er 2006, 2007, 2008, 2009, 2010, 2011, 2012, 2013, 2014 und 2015 deutscher Mannschaftsmeister wurde, seit 2018 spielt er für die SF Deizisau. Mit Baden-Baden nahm er auch viermal am European Club Cup teil und erreichte 2011 das drittbeste Einzelergebnis am fünften Brett. Bei der Deutschen Blitzmannschaftsmeisterschaft 2002 in Solingen erzielte er das beste Brettergebnis am ersten Brett.
In der österreichischen Staatsliga A spielte er von 1997 bis 1999 und in der Saison 2001/02 für den SK Sparkasse Fürstenfeld.
In der schwedischen Elitserien spielt er seit 1998 für den SK Rockaden Stockholm und wurde mit diesem 2001, 2004, 2005, 2008, 2009, 2014 und 2016 Mannschaftsmeister. Die britische Four Nations Chess League gewann Nielsen 2005 und 2006 mit Wood Green, in der französischen Top 16 spielte er von 2003 bis 2007 für die Mannschaft von NAO Paris und wurde mit dieser 2004, 2005 und 2006 französischer Mannschaftsmeister.
In der spanischen Mannschaftsmeisterschaft spielte Nielsen 2004 und 2005 für CA Valencia-Cuna del Ajedrez Moderno, 2007 für CA Reverté Albox.

## Erfolge im Shōgi
Seit 2014 spielt Nielsen auch aktiv die japanische Schachvariante Shōgi. Hier trägt er den Meisterrang 2. Dan und liegt mit einer Elo-Zahl von 1870 auf dem ersten Platz der dänischen Rangliste (Stand:Januar 2018). Im Dezember 2014 nahm er für sein Land am sechsten internationalen Shogi Forum in Shizuoka teil. Im November 2015 gewann er das Göteborg Open und im Mai 2017 gewann er gegen Carsten Hellegard die dänische Shogi-Meisterschaft.

## Familie
Nielsen ist verheiratet mit der litauischen Schachspielerin Viktorija Čmilytė-Nielsen (* 1983). Die beiden haben zwei Söhne.